# Похождения графа Невзорова
«Похождения графа Невзорова» — советский приключенческий фильм, снятый в 1982 году Александром Панкратовым-Чёрным по мотивам повести А. Н. Толстого «Похождения Невзорова, или Ибикус».
Текст от автора читает Валентин Гафт.

## Сюжет
Скромная жизнь бухгалтера транспортной конторы Невзорова после Февральской революции радикально изменилась. Ограбив немца-антиквара, он стал выдавать себя за графа и пустился во все тяжкие; содержал игорный дом, торговал женщинами, сотрудничал с контрразведкой, порой лишь чудом ухитряясь уцелеть и начать всё сначала.

## В ролях
- Лев Борисов — Семен Иванович Невзоров
- Пётр Щербаков — Ртищев
- Владимир Самойлов — Теплов, полковник контрразведки
- Игорь Ясулович — граф Шамборен
- Валентин Брылеев — Ливеровский
- Нонна Терентьева — Анна Григорьевна
- Павел Винник — антиквар
- Леонид Плешаков — Бурштейн
- Юрий Дубровин — пьяный офицер
- Владимир Мащенко — Прилуков
- Николай Сыченков — эпизод

## Съёмочная группа
- Режиссёр-постановщик: Александр Панкратов-Черный
- Сценаристы: Александр Алов, Владимир Наумов
- Оператор-постановщик: Дильшат Фатхулин
- Художник-постановщик: Евгений Черняев
- Композитор и дирижёр: Мурад Кажлаев

## Награды, номинации, фестивали
- Лев Борисов — приз за лучшее исполнение мужской роли на кинофестивале молодых кинематографистов киностудии «Мосфильм» 1982 года.